# La Rebollada (El Franco)
La Rebollada o Rebollada (oficialmente, en eonaviego, A Rebollada) es una casería perteneciente a la parroquia de Prendones, en el concejo de El Franco, comarca de Eo-Navia, Principado de Asturias, España.